# ترمهئوک
ترمهئوک (به فرانسوی: Trémeheuc) یک کمون در فرانسه است که در Canton of Combourg واقع شده‌است.

## خصوصیات
ترمهئوک ۶٫۰۵ کیلومترمربع مساحت و ۳۵۹ نفر جمعیت دارد.